# Ordalie du Gopo
 (juin 2022).
La mise en forme du texte ne suit pas les recommandations de Wikipédia : il faut le « wikifier ».
Les points d'amélioration suivants sont les cas les plus fréquents. Le détail des points à revoir est peut-être précisé sur la page de discussion.
- Les titres sont pré-formatés par le logiciel. Ils ne sont ni en capitales, ni en gras.
- Le texte ne doit pas être écrit en capitales (les noms de famille non plus), ni en gras, ni en italique, ni en « petit »…
- Le gras n'est utilisé que pour surligner le titre de l'article dans l'introduction, une seule fois.
- L'italique est rarement utilisé : mots en langue étrangère, titres d'œuvres, noms de bateaux, etc.
- Les citations ne sont pas en italique mais en corps de texte normal. Elles sont entourées par des guillemets français : « et ».
- Les listes à puces sont à éviter, des paragraphes rédigés étant largement préférés. Les tableaux sont à réserver à la présentation de données structurées (résultats, etc.).
- Les appels de note de bas de page (petits chiffres en exposant, introduits par l'outil «  Source ») sont à placer entre la fin de phrase et le point final[comme ça].
- Les liens internes (vers d'autres articles de Wikipédia) sont à choisir avec parcimonie. Créez des liens vers des articles approfondissant le sujet. Les termes génériques sans rapport avec le sujet sont à éviter, ainsi que les répétitions de liens vers un même terme.
- Les liens externes sont à placer uniquement dans une section « Liens externes », à la fin de l'article. Ces liens sont à choisir avec parcimonie suivant les règles définies. Si un lien sert de source à l'article, son insertion dans le texte est à faire par les notes de bas de page.
- La présentation des références doit suivre les conventions bibliographiques. Il est recommandé d'utiliser les modèles {{Ouvrage}}, {{Chapitre}}, {{Article}}, {{Lien web}} et/ou {{Bibliographie}}. Le mode d'édition visuel peut mettre en forme automatiquement les références.
- Insérer une infobox (cadre d'informations à droite) n'est pas obligatoire pour parachever la mise en page.

Pour une aide détaillée, merci de consulter Aide:Wikification.
Si vous pensez que ces points ont été résolus, vous pouvez retirer ce bandeau et améliorer la mise en forme d'un autre article.
 (février 2023).
 (juin 2022).
L'ordalie du gopo, autrefois très répandue en pays bété, est en voie de disparition. C'est une pratique qui comptait parmi les voies de découvrir un coupable en vue de rendre justice. Elle représente donc un pan important de la culture bété .

## Approche conceptuelle

### Les plantes
Il existe plusieurs plantes auxquelles on attribue le nom de gopo dans le pays krou : L’Erythrophloeum ivorense, Elaephorbia drupifera…
L’Erythrophloeum ivorense est un arbre qui fournit une sève utilisée dans les ordalies, en pays bété. Ce peuple l’appelle ''Gopo'' ou ''gopossou''. Selon les scientifiques, Sa sève cause une cécité temporaire ou permanente .
Elaephorbia drupifera est aussi appelé gopo par les Guéré et les Neyau. Cet arbre est très répandu dans toute la zone forestière de la Côte-d’Ivoire. Il se distingue par ses grandes feuilles charnues et ses gros rameaux garnis de petites épines. Il y a quelques années à peine, les Guéré utilisaient aussi E. drupifera comme piscicide mais il a été par la suite abandonné au profit d’une autre plante. Cependant, il continue d’être utilisé non plus pour les ordalies mais comme purgatif (décocté de feuilles en lavement) et surtout comme plante fétiche.  sa présence dans le village passe pour chasser les revenants et les mauvais esprits .
Selon certaines sources, les Guéré utilisent plutôt Le Latex d'une plante appelée elaes euphorbia grandifolia tandis que les bétés utiliseraient euphorbia drupifera  .

### La sève
On appelle aussi gopo la sève de la plante choisie comme poison pour cette ordalie .

### L’ordalie
L’Ordalie pratiquée avec l’extrait de ces plantes porte aussi le nom de gopo .

## Déroulement de l'épreuve
L’ordalie du gopo prend place dans des situations extraordinaires comme les décès présumés mystiques, les vols, les adultères, les situations de flous qui pourraient troubler la cohésion sociale. cette épreuve intervient pour faire connaitre la vérité sur le problème et rétablir l’ordre sociale .
En effet, dans le cas d’un décès présumé mystique, le gopo est une épreuve qui fait suite à d’autres processus juridiques traditionnelles qui ont permis de désigner un présumé coupable. Lorsque le soupçonné nie sa culpabilité, il peut demander à être soumis à l’épreuve du gopo. Il arrive aussi que l’épreuve soit demandée par la famille du défunt. L’on met alors le soupçonné dans la case du défunt ou il passe la nuit et subit un interrogatoire ou toute sorte de question lui sont posées. Au petit matin, la famille du défunt fait venir le dépositaire de la pratique du gopo. Les plantes sont préparées pour le rite. Le dépositaire  verse la sève du ''gopossou''(ou gopo) dans l’œil du présumé coupable. Si l’homme est coupable il perd la vue , au cas contraire il garde la vue même si ses yeux deviennent légèrement rouge. La plupart du temps le coupable évite l’épreuve en avouant son crime. Cette épreuve est considérée spirituel puisque le dépositaire applique la sève de la plante après avoir prononcé ces paroles : « Si tu es coupable, que gopo brise ton œil. Quand l’accusé sort indemne de l’épreuve il est déclaré non coupable et dédommagé, lui et sa famille. Si au cas contraire, il est déclaré non coupable, il perd la vue et est jugé selon les règles en vigueur dans le village .
D’autres modes d’application des plantes du gopo existe dans le monde Krou. L’on peut faire boire la sève de la plante à l’accusé. Dans ce cas, l’épreuve se solde par la mort de ce dernier s’il est coupable, ou par le rejet de la sève par vomissement s’il est innocent . Il est aussi possible d’appliquer la sève sur la nuque de l’accusé. S’il est coupable la sève lui sort par les yeux . Il arrive des fois, que l’on utilise un décocté de feuilles au lieu de la sève. L’idée derrière cette pratique c’est que malgré la toxicité de la plante, Dieu aidera l’innocent à sortir indemne de l’épreuve tandis que le coupable sera atteint par le poison .

## Pratiques connexes
Le gopo en tant qu’ordalie pratiqué dans le monde krou fait écho à une gamme plus large de pratiques dont le but est de connaitre la vérité en vue de rendre un jugement juste.
À part la pratique du gopo, largement répandue chez les krou, il arrivait que l’on verse de l’eau bouillante sur la jambe ou l’avant-bras d’un présumé coupable. Au bout de cette épreuve, si la personne est innocente, son membre est censé sortir sans brulure de l’opération .
En outre, il existait une pratique appelé Le djete. Lors de cette épreuve semblable à celle du gopo, on fait boire au soupçonné le jus extrait des feuilles d’un arbre (djetessou). Si la personne soumise à l’épreuve est coupable, elle arbore le comportement d’un malade mental ou un saoul .

## Webographie
- Suzanne Lafage, « G (Lafage, Côte d'Ivoire) », PlantUse Français,  publié le 24 oct 2013, https://uses.plantnet-project.org/fr/G_(Lafage,_C%C3%B4te_d%27Ivoire)
- http://cujema.unblog.fr/2012/03/20/le-gopo-de-rattrapage/
- A la découverte do gopo et du djete, épreuve de vérité et de force d’autrefois, https://rezoivoire.net/ivoire/patrimoine/2949/a-la-decouverte-du-gopo-et-du-djete-epreuves-de-verite-et-de-force-d-autrefois.html#.YrUK8nZByM1

## Note de référence
1. ↑  Suzanne Lafage, « G (Lafage, Côte d'Ivoire) », PlantUse Français,  publié le 24 oct 2013, https://uses.plantnet-project.org/fr/G_(Lafage,_C%C3%B4te_d%27Ivoire)
2. ↑  J. KERHARO et A. BOUQUET, Plante médicinales et toxiques de la" Côte-d’Ivoire - Haute-Volta, Mission d'étude de la Pharmacopée indigène en A. O. F, Vigot frère, 1950, Page 72
3. ↑  Annales de l'Université d’Abidjan : Traditions orales, Série J Volume 5,

1990, Page 130
4. ↑  PAULME Denise, Une société de Côte d'Ivoire hier et aujourd’hui : les Bété, Mouton, 1962- Page 173-178
5. ↑  BOHUMIL Holas, L'Image du monde Bété, Presses universitaires, 1968, Pages 367
6. ↑  PAULME Denise, Une société de Côte d'Ivoire hier et aujourd’hui : les Bété, Mouton, 1962- Page 173-178
7. ↑  A la découverte do gopo et du djete, épreuve de vérité et de force d’autrefois, https://rezoivoire.net/ivoire/patrimoine/2949/a-la-decouverte-du-gopo-et-du-djete-epreuves-de-verite-et-de-force-d-autrefois.html#.YrUK8nZByM1